# NGC 1283
NGC 1283 je galaksija u zviježđu Perzej.

## Vanjske poveznice
- SEDS: NGC 1283